# زیردریایی کلاس هتل
زیردریایی کلاس هتل (به انگلیسی: Hotel-class submarine) یک کلاس از زیردریایی است که طول آن ۱۱۴ متر (۳۷۴ فوت ۰ اینچ) می‌باشد.